# Cơ sở tri thức
Cơ sở tri thức  (knowledge base-KB) là một công nghệ được sử dụng để lưu trữ các thông tin có cấu trúc và phi cấu trúc phức tạp được sử dụng bởi một hệ thống máy tính. Việc sử dụng ban đầu của thuật ngữ này là kết nối với các hệ thống chuyên gia đó là các hệ thống cơ sở tri thức đầu tiên. Việc sử dụng ban đầu của thuật ngữ cơ sở tri thức là dùng để mô tả một trong hai hệ thống con của một hệ thống dựa trên tri thức. Một hệ thống dựa trên tri thức bao gồm một cơ sở tri thức hiển thị các sự thật về thế giới và các công cụ ảnh hưởng mà có thể suy luận về các sự kiện và quy tắc sử dụng và các hình thức khác của logic để suy ra những sự kiện mới hoặc làm nổi bật (đánh dấu) các mâu thuẫn. Thuật ngữ "cơ sở tri thức" là để phân biệt với thuật ngữ phổ biến hơn đã được sử dụng đó là cơ sở dữ liệu. Vào thời điểm đó (năm 1970) hầu như tất cả các Hệ thống Thông tin Quản lý lớn đều lưu trữ dữ liệu của họ trong một số dạng cơ sở dữ liệu phân cấp hoặc quan hệ. Tại thời điểm lịch sử này của Công nghệ Thông tin sự phân biệt giữa một cơ sở dữ liệu và một cơ sở tri thức đã rõ ràng và không còn mơ hồ nữa.